# Wnioskowanie statystyczne
Wnioskowanie statystyczne – dział statystyki zajmujący się problemami uogólniania wyników badania próby losowej na całą populację oraz szacowania błędów wynikających z takiego uogólnienia (patrz badanie statystyczne). Odróżnia się on od narzędzi statystyki opisowej, służących tylko do podstawowego opisu właściwości pojedynczej próby.
Wnioskowanie statystyczne opiera się praktycznie zawsze o proces tworzenia, porównywania i używania modeli statystycznych. Wyróżnia się dwie grupy stosowanych metod uogólniania wyników, definiujące jednocześnie dwa działy wnioskowania statystycznego:
- estymacja – szacowanie wartości nieznanych parametrów rozkładu,
- weryfikacja hipotez statystycznych – sprawdzanie poprawności przypuszczeń na temat rozkładu.

Główne podejścia we wnioskowaniu statystycznym to:
- wnioskowanie częstościowe – oparte na kontroli błędów decyzyjnych w długim horyzoncie czasowym
- wnioskowanie bayesowskie – oparte na aktualizacji prawdopodobieństwa subiektywnego w świetle napływających danych
- stosowanie ilorazów wiarygodności